# Blood Sucking Freaks
Blood Sucking Freaks è un film del 1976, diretto da Joel M. Reed, distribuito nelle sale cinematografiche dalla Troma.

## Trama
La storia ci narra le gesta di Sardu, capo di una compagnia teatrale, e del suo aiutante Ralphus, un nano. I due si esibiscono su un palco mostrando al pubblico delle reali torture su innocenti ragazze, facendo credere agli ignari spettatori che sia solo finzione. Successivamente gli assassini rapiscono un critico e lo tengono segregato, per punirlo delle sue opinioni negative sul loro spettacolo. Nutrito con carne umana e costretto a osservare le lente agonie delle vittime, il poveretto cerca in tutti i modi di non cedere.
I due maniaci rapiscono quindi una famosa ballerina, Natasha D'Natalie, con lo scopo di farla danzare per loro sul palco. Anche lei incorre nelle sevizie subite dal critico, ma al contrario di quest'ultimo non riesce a resistere, e accetta suo malgrado di ballare per lo spettacolo. Intanto il suo ragazzo fa uso di un detective privato per scoprire che fine abbia fatto. Durante le indagini, l'investigatore viene a conoscenza dei diabolici piani di Ralphus e Sardu.
Alla fine le ragazze di Sardu riescono a fuggire dalla gabbia nella quale sono rinchiuse, uccidono l'investigatore e divorano Sardu e Ralphus. Natasha, ormai sottomessa ai comandi di Sardu, uccide il suo fidanzato.